# Vaughan Coveny
Vaughan Coveny, född 13 december 1971 i Wellington, är en före detta professionell fotbollsspelare och numera tränare för South Melbourne FC. Han är också en av Nya Zeelands mesta landslagsmän genom tiderna.

## Klubbkarriär
Efter att Coveny spelat i några olika klubbar i Wellington på Nya Zeeland så flyttade han som tjugoettåring till Melbourne i Australien och Melbourne Knights FC i den australiensiska proffsligan National Soccer League (NSL). Efter en säsong i Melbourne flyttade han till Wollongong och Wollongong Wolves FC, också de i NSL. Efter två säsonger i Wollongong flyttade Coveny tillbaka till Melbourne, men den här gången till South Melbourne FC.
I South Melbourne FC blev han sedan kvar i nio säsonger tills NSL lades ner 2004. Coveny hann under de nio säsongerna med att göra hela 84 mål på 240 matcher. Han blev även australiensisk mästare med South Melbourne FC två år i rad, 1998 och 1999. Han gick därefter en kort sväng till Essendon Royals FC under 2004, men han kom senare samma säsong tillbaka till South Melbourne FC där han spelade ytterligare en säsong.
2006 flyttade Coveny till Newcastle och Newcastle United Jets FC som spelade i den nya proffsligan A-League som ersatte NSL. Det blev endast en säsong där innan han flyttade tillbaka till Nya Zeeland och den då nybildade klubben Wellington Phoenix FC som också de spelade i A-League. Det blev två säsonger där innan han flyttade tillbaka till Melbourne och South Melbourne FC för tredje gången. Den här gången blev det endast 14 matcher innan han lade av efter säsongen 2008/2009.

## Landslagskarriär
Coveny debuterade för det nyzeeländska landslaget den 19 september 1992 i en match mot Fiji. Han deltog i både 1999 och 2003 års upplagor av FIFA Confederations Cup med Nya Zeeland. Han avslutade sin karriär i landslaget den 31 maj 2010 i en match mot Estland.
Coveny spelade totalt 64 landskamper vilket är näst flest någonsin i Nya Zeelands landslag, endast Ivan Vicelich har spelat fler. Han gjorde totalt 28 mål under sin tid i landslaget och är därmed den spelare som gjort flest mål genom tiderna för det nyzeeländska landslaget.

## Tränarkarriär
Efter att Coveny lade av som spelare tog han över posten som tränare för South Melbourne FC inför säsongen 2010. Klubben slutade under hans första säsong som tränare på en femteplats i Victorian Premier League, den högsta ligan i delstaten Victoria. Coveny fick sedan inte fortsatt förtroende som tränare för klubben utan fick lämna efter en säsong.